# Beishouling

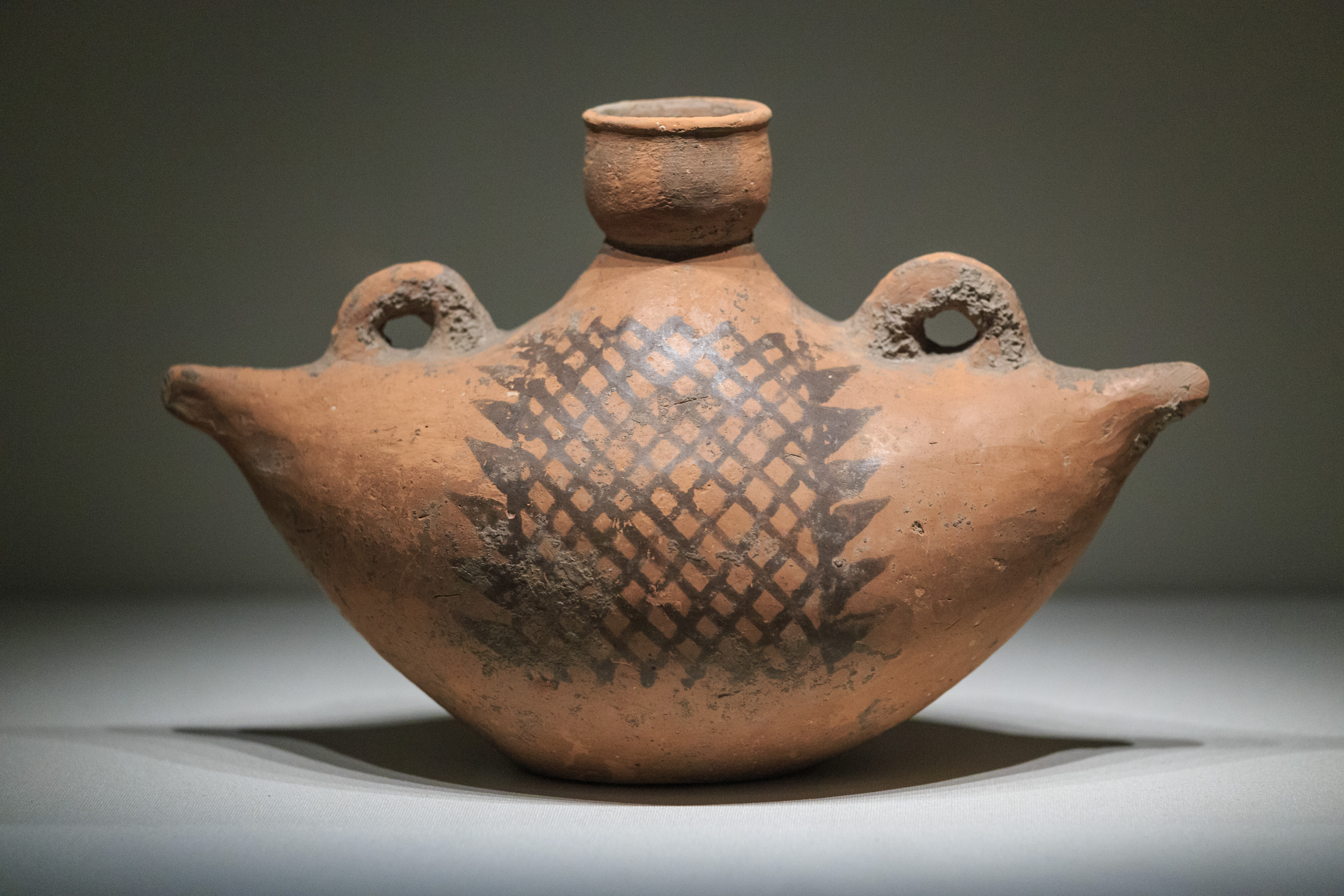
Teekessel im Bootform, gefunden in Beishouling.

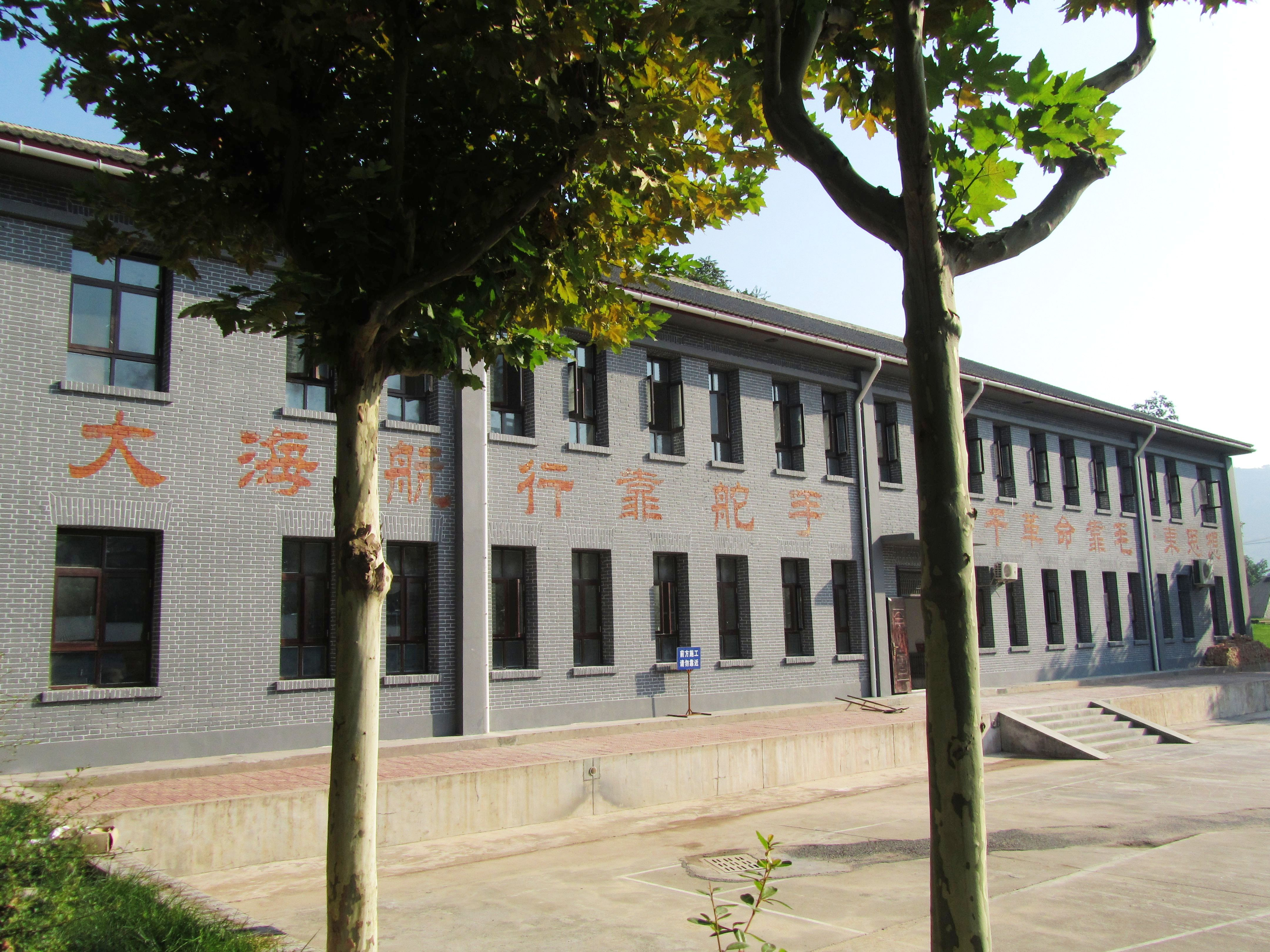
Das Museumsgebäude der Ausgrabungsstätte.

Beishouling (chinesisch 北首岭遗址, Pinyin Běishǒulǐng yízhǐ) ist eine Fundstätte einer frühen neolithischen Kultur am Mittellauf des Gelben Flusses (Huang He) in China. Sie liegt am westlichen Ufer des Jinling He (金陵河) auf dem Gebiet von Baoji in der Provinz Shaanxi. Sie wird auf die Zeit von -5100 bis -3790 datiert. Die Stätte wurde von 1958 bis 1978 ausgegraben. Ihre Fläche umfasst 60000 Quadratmeter. Entdeckt wurden historische Relikte einer Kultur aus dem frühen Neolithikum und des Banpo-Typs der Yangshao-Kultur, die zuerst genannte befindet sich in der unteren Schicht der Fundstätte. Eines der bekanntesten Fundstücke ist der bemalte Tonkessel in der Form eines Bootes.
Die Beishouling-Stätte (Beishouling yizhi) steht seit 2006 auf der Liste der Denkmäler der Volksrepublik China (6-193).